# Leština u Světlé
Leština u Světlé é uma comuna checa localizada na região de Vysočina, distrito de Havlíčkův Brod.